# Las Huelgas

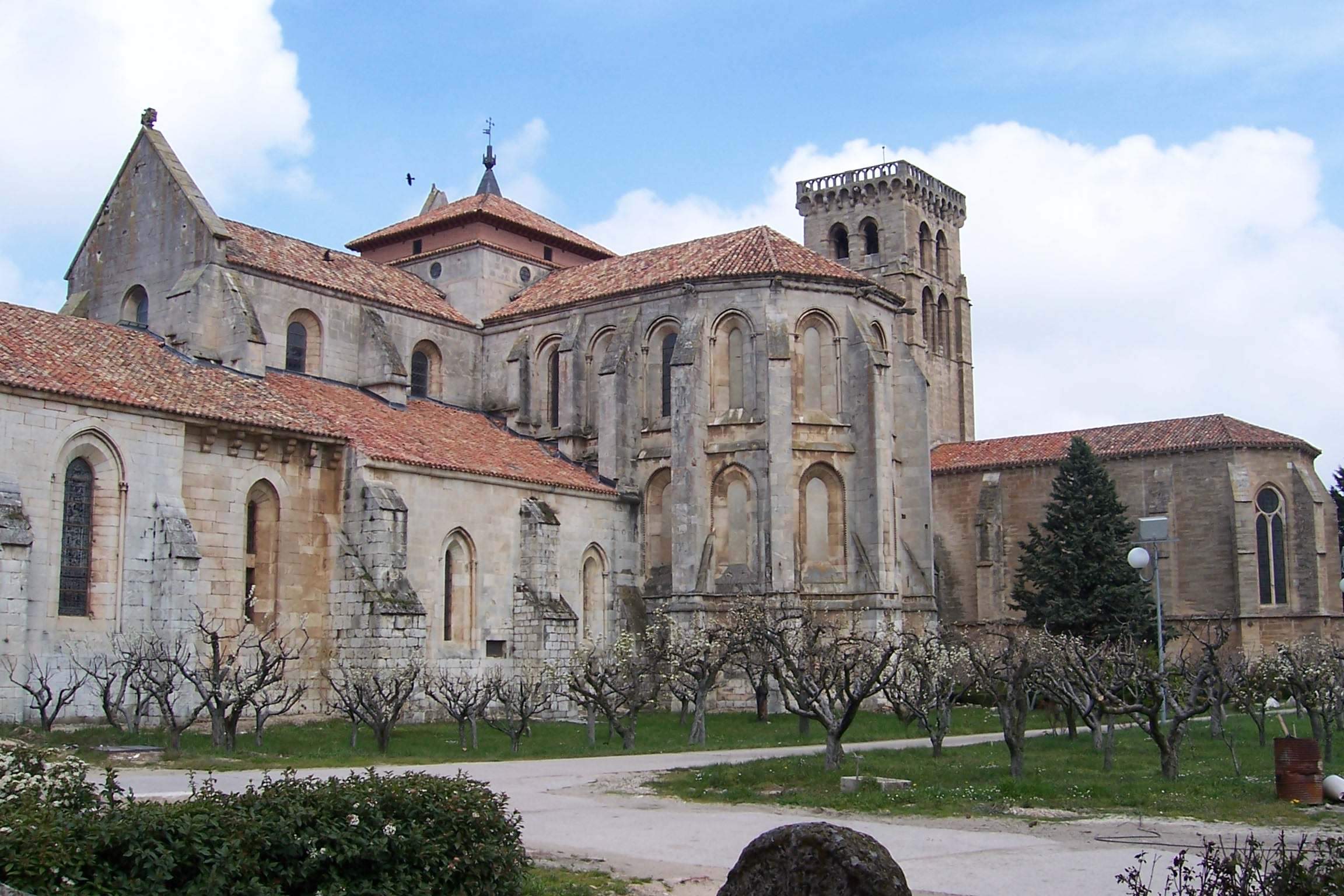
Klostrets fasad.

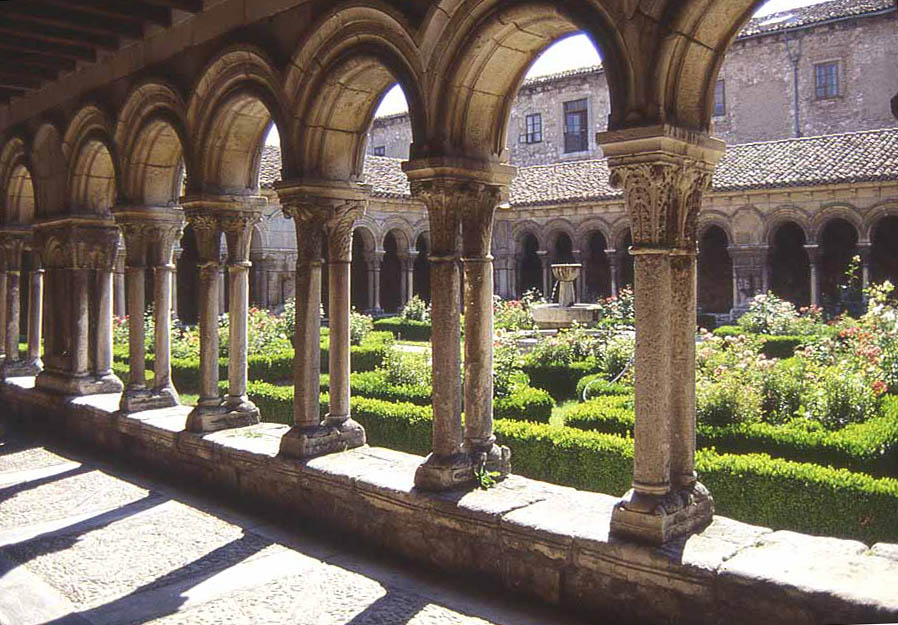
En arkad.

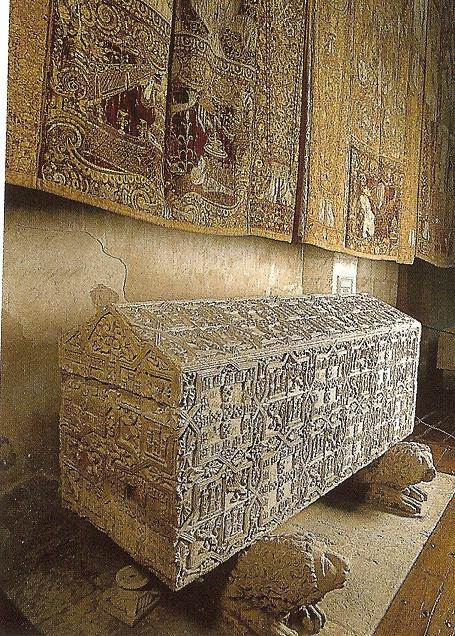
Doña Blanca av Portugals grav i Las Huelgas, där hon var abbedissa under början av 1300-talet.

Las Huelgas, eller Monasterio de Santa María la Real de Las Huelgas är ett spanskt cistercienskloster för nunnor utanför Burgos. Klostret grundades år 1187 av det dåvarande kungaparet, Alfons VIII av Kastilien och Eleonora av England, och byggdes även som gravställe åt det kastilianska kungahuset.
Många av abbedissorna var av kunglig börd, däribland de två första. Dessa två var deras ena dotter, Doña Constanza som var abbedissa tillsammans med Doña Maria Sol från det aragonska kungahuset. Detta gjorde att klostret fick väldigt stort inflytande, och var självständigt från andra kloster. Det hade i sin tur många dotterkloster under sig, och stora egendomar.
Från kyrkan klagade man ofta på att abbedissorna i Las Huelgas tog sig rättigheter de inte fick ha, som att ta emot bikt av nunnorna och utlägga evangeliet i gudstjänsten. Det dröjde ända till 1500-talet innan klostrets makt krympte.